# Peugeot 406
Peugeot 406 (укр. Пежо 406) — автомобіль D класу, що випускався під маркою Пежо в кузовах седан, універсал і купе. Всього виготовлено 1 667 944 автомобілів (в тому числі 107 631 автомобілів 406 Coupé за початковим контрактом на 70 000 автомобілів від Pininfarina).

## Опис
Автомобіль оснащувався як бензиновими (об'ємом від 1,6 до 3,0 л), так і дизельними двигунами. Створено дизайнерами італійської студії Pininfarina. Модель 406 у виконанні седан був представлений в жовтні 1995 року, як заміна застарілу моделі 405, роком пізніше був представлений універсал, а ще через рік — 406 Coupe.
406 модель принесла великий успіх компанії Пежо, практично такого ж розмаху, як і 405-а. Цей автомобіль виділяється широким асортиментом доступних двигунів, практичністю і економічністю. Машини компанії Peugeot, взагалі, славляться дуже привабливим співвідношенням ціни і якості. Відмінною особливістю даної моделі є широкий вибір модифікацій, серед яких розрізняють: L, S, LX, GLX, GTX, SRi, SE, Executive, Family і Rapier.
Автомобіль Пежо 406 за бажанням замовника комплектувався широким спектром додаткового обладнання: клімат-контроль, круїз-контроль, бортовий комп'ютер, навігаційна система, датчики світла і дощу, електронна адаптивна підвіска, адаптивний ГУР, електронні системи ABS, ESP, чотири SRS, дзеркала з електроприводом і електроскладанням, електричний люк, CD-магнітола з чейнджером, атермальне лобове скло, дзеркало заднього виду яке автоматичне затемняється, шкіряний салон в трьох колірних варіантах, передні сидіння з електроприводом і пам'яттю.

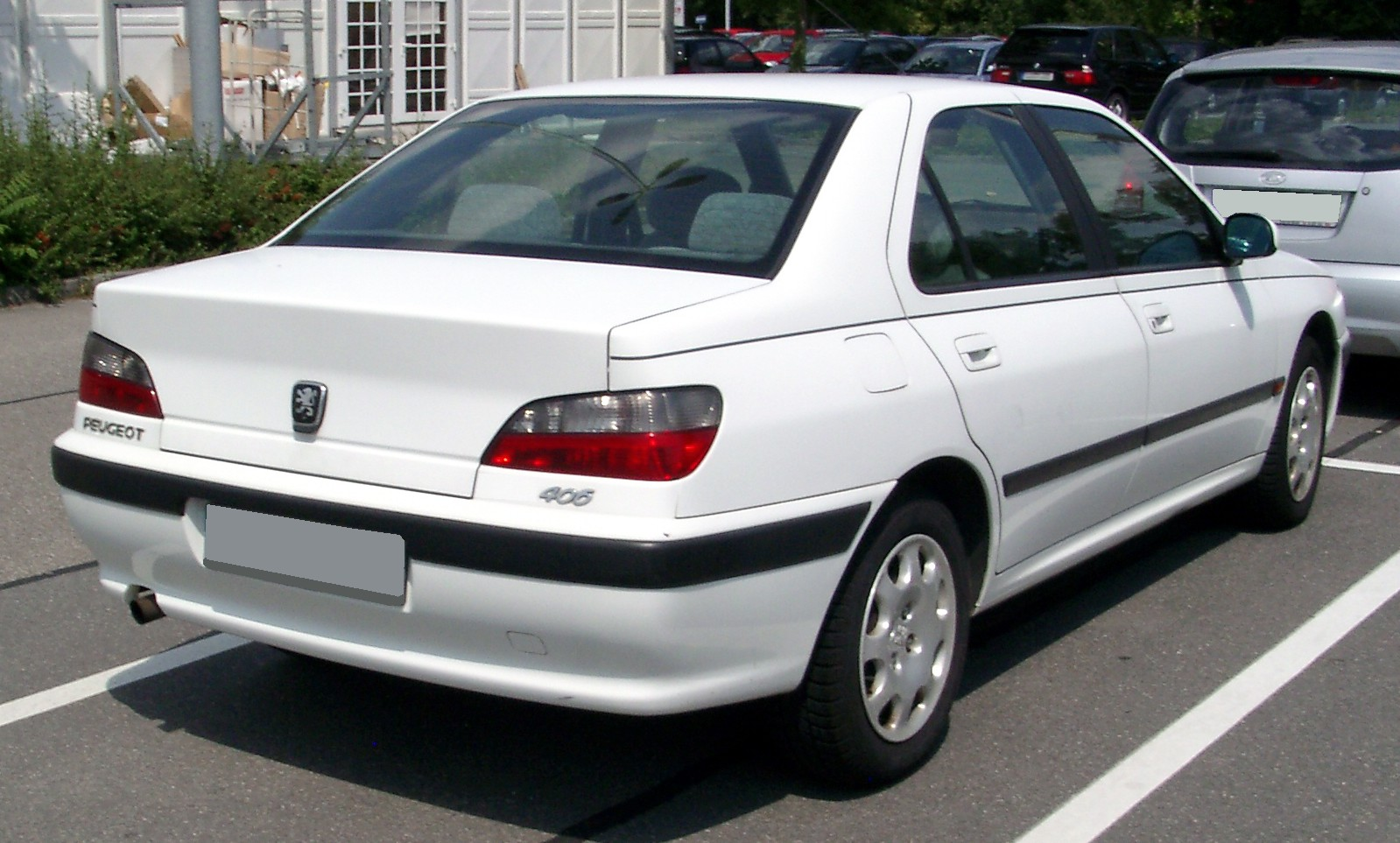
Peugeot 406 (1995-1999)
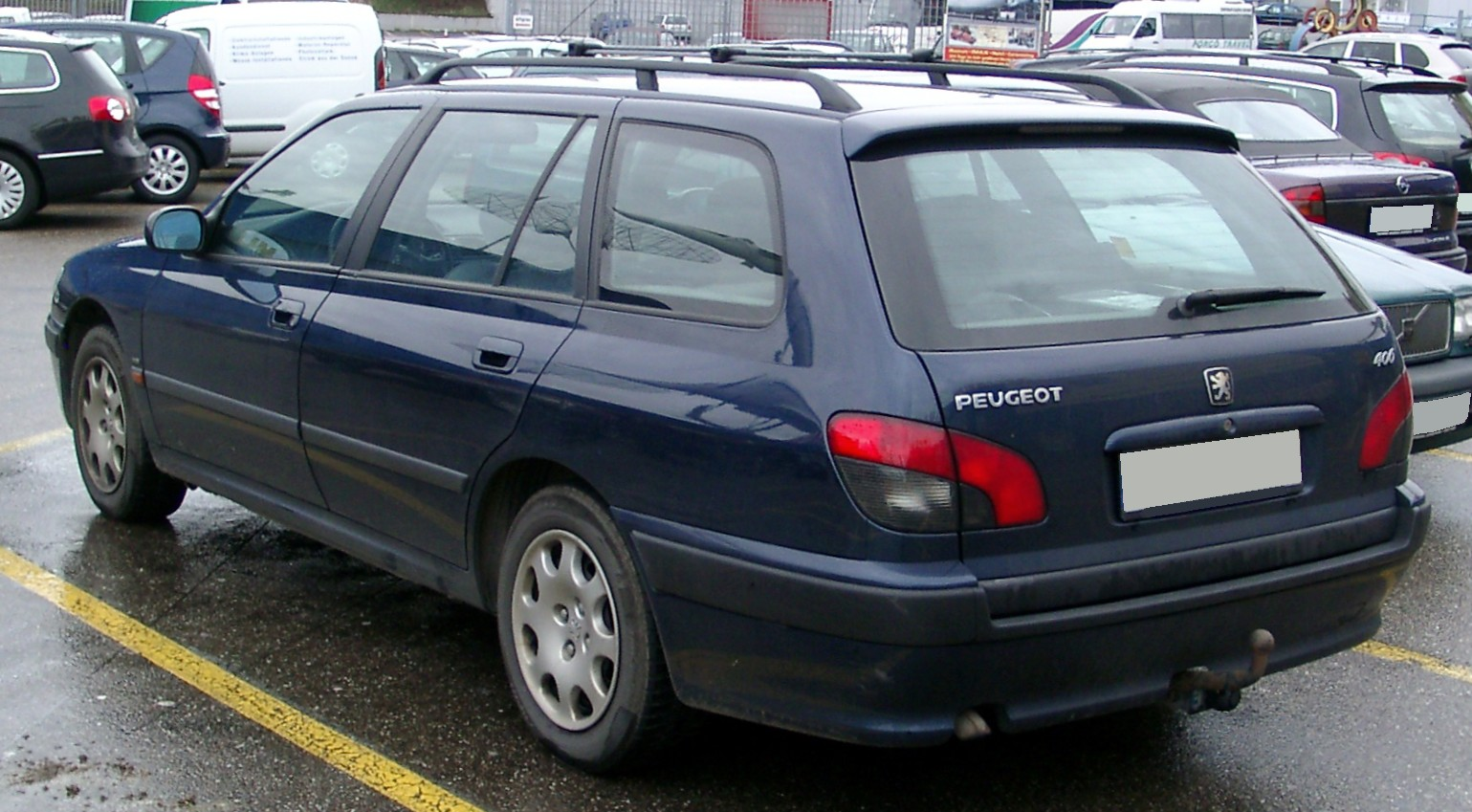
Peugeot 406 Break (1996–1999)
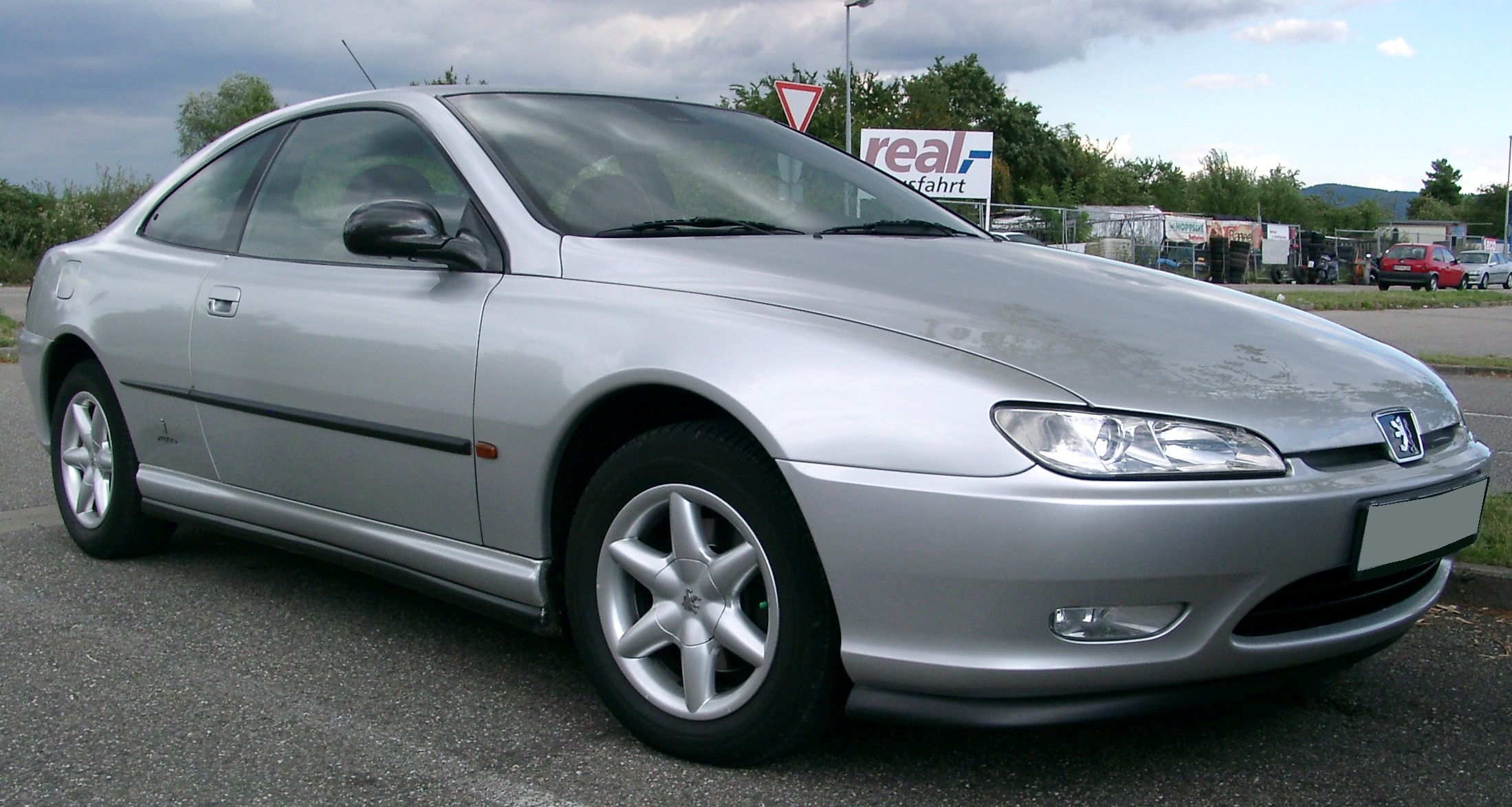
Peugeot 406 Coupé (1997–2001)
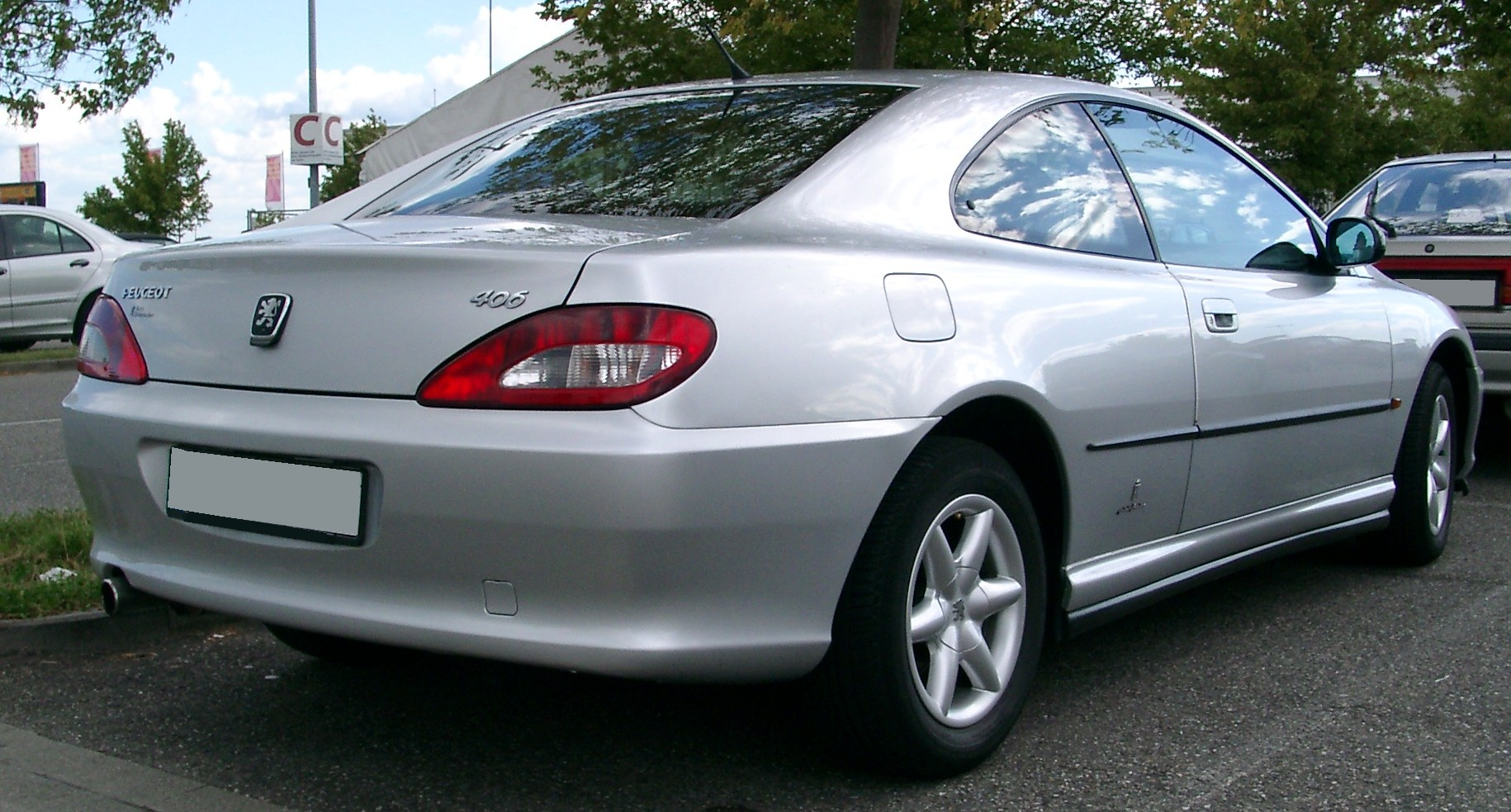
Peugeot 406 Coupé (1997–2001)
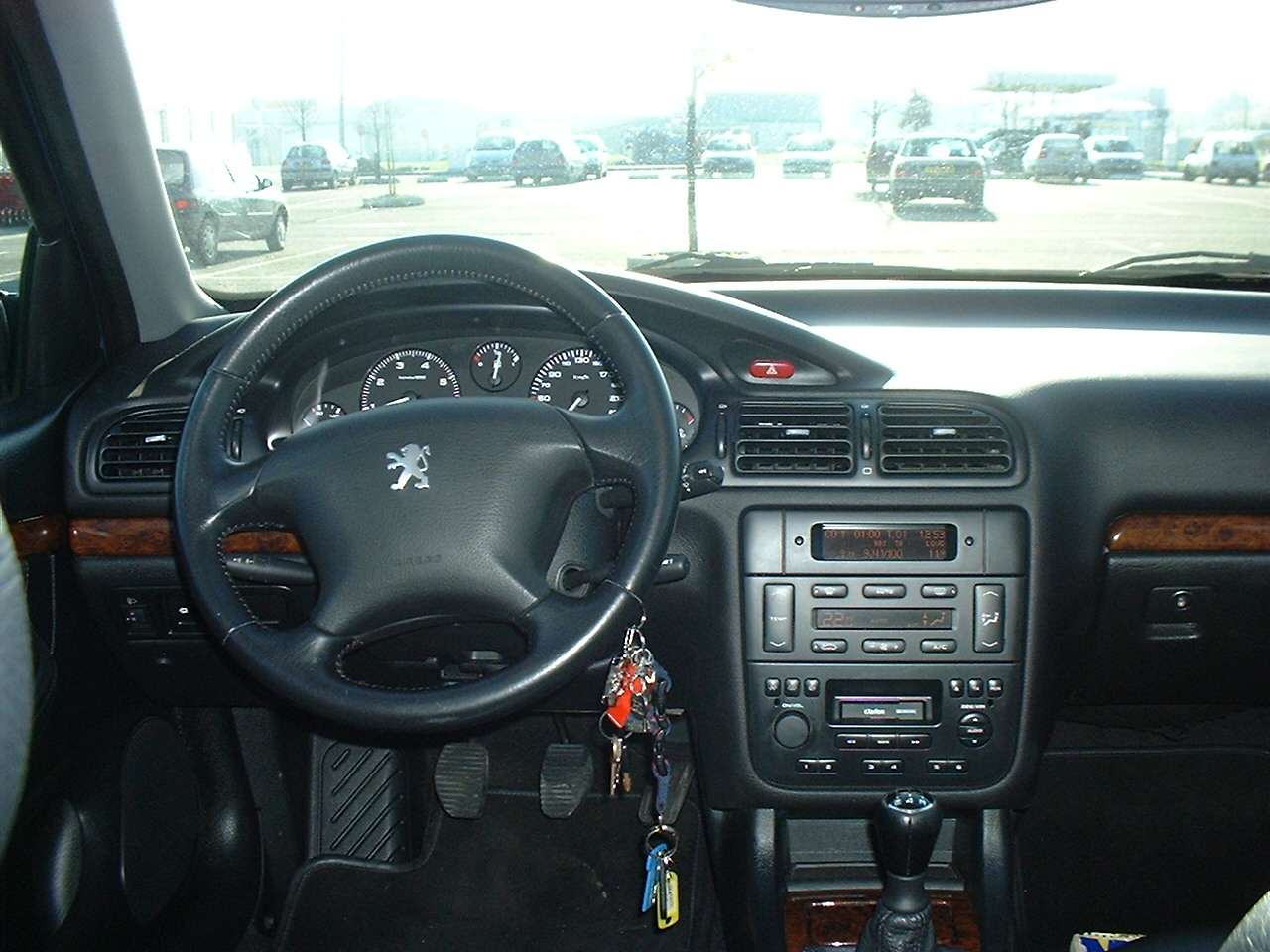

В 1999 році був проведений рестайлінг моделі, незначно змінився зовнішній вигляд і суттєво оновився ряд двигунів.
В 2001 році був проведений рестайлінг Peugeot 406 Coupé.
В 2003 році був проведений другий рестайлінг Peugeot 406 Coupé, змінився передній бампер.

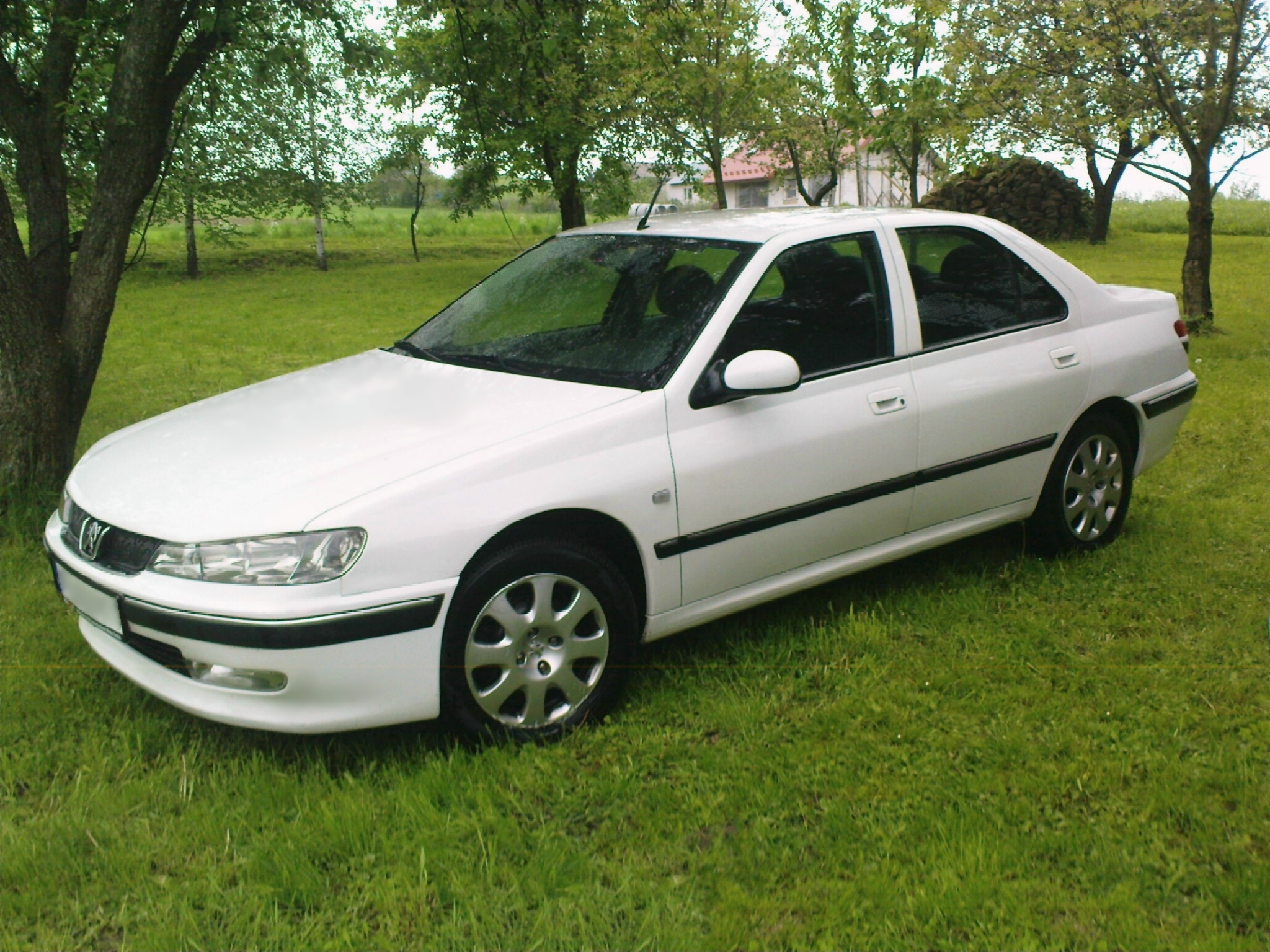
Peugeot 406 (1999-2004)
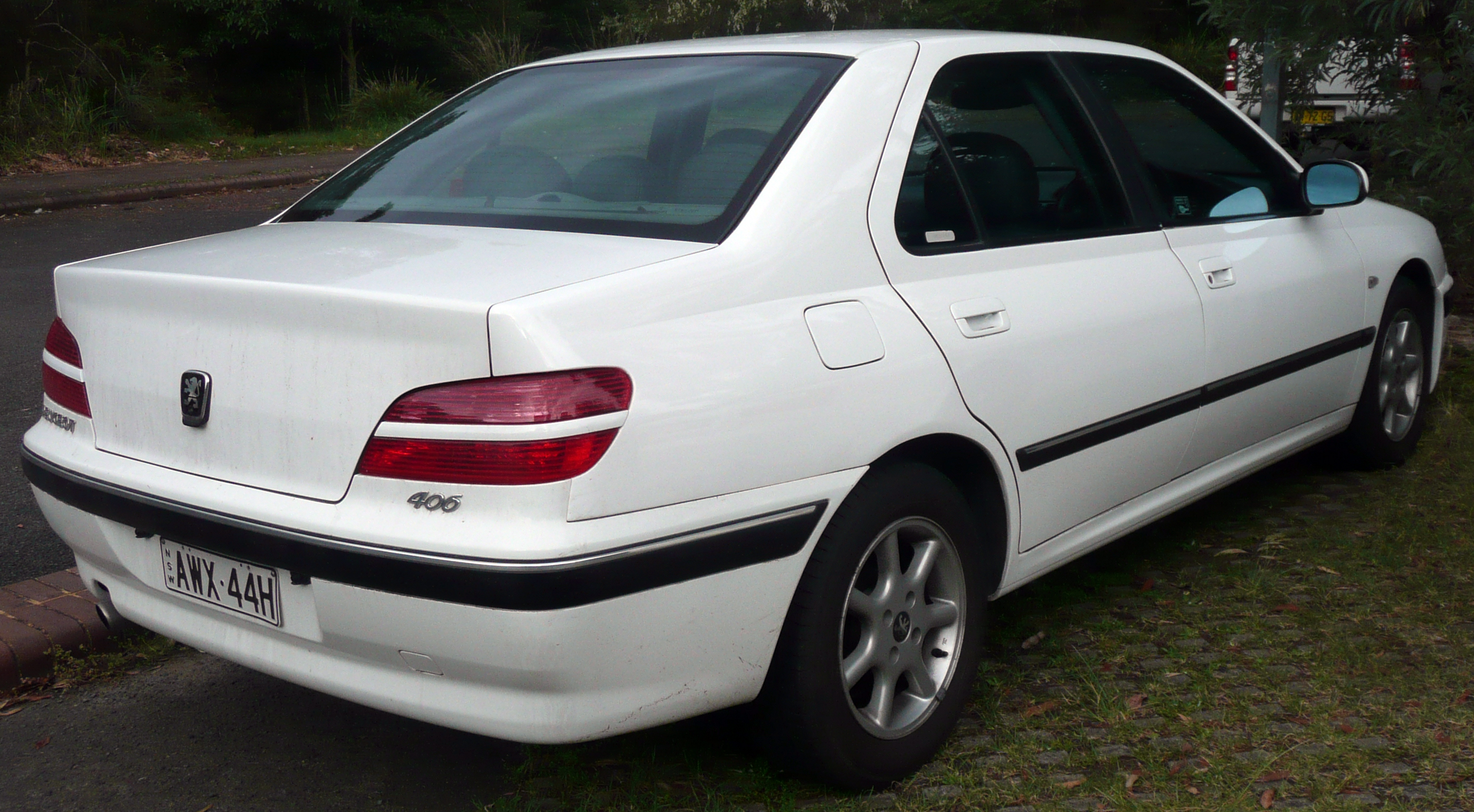
Peugeot 406 (1999-2004)
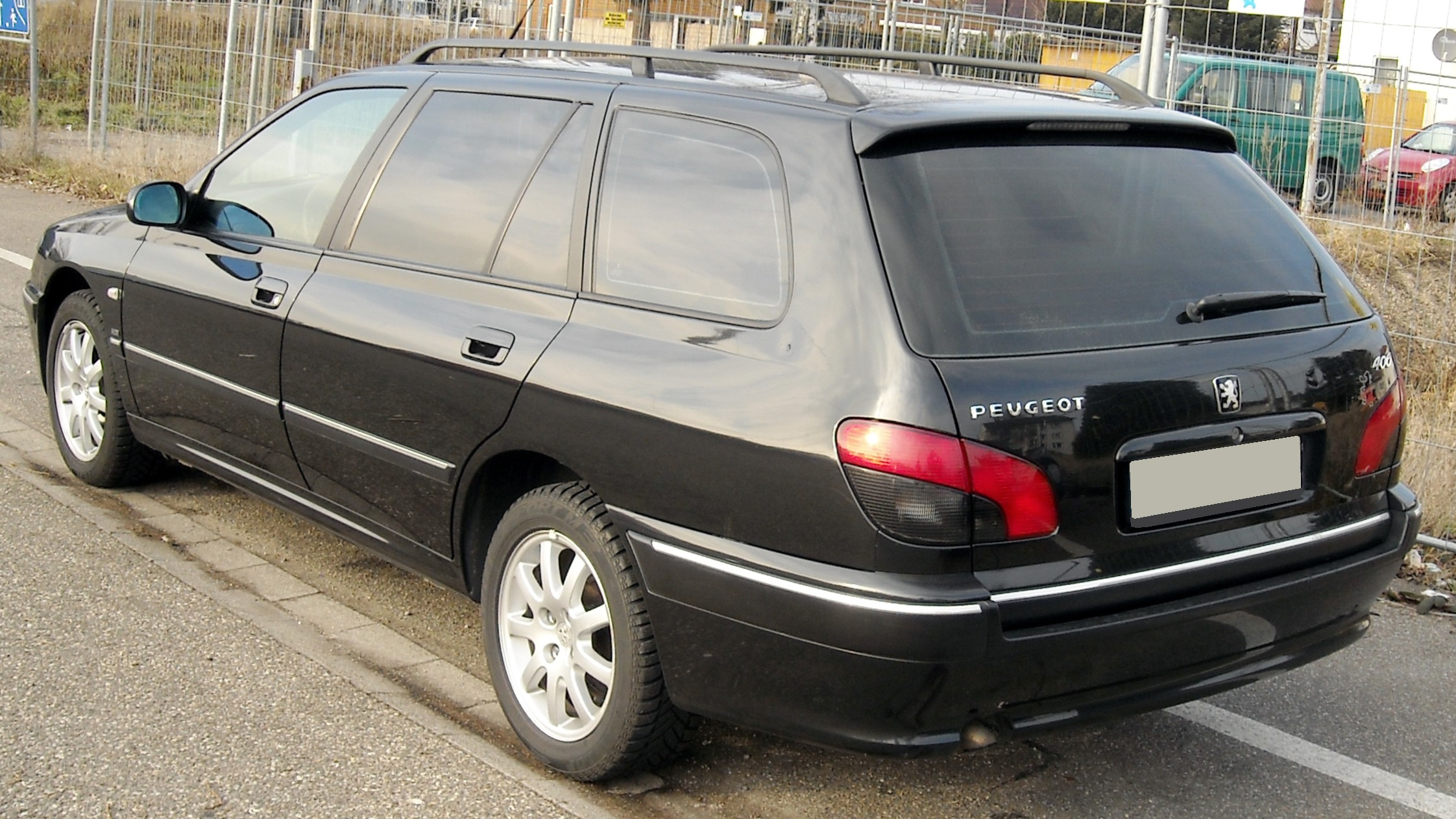
Peugeot 406 Break (1999–2004)
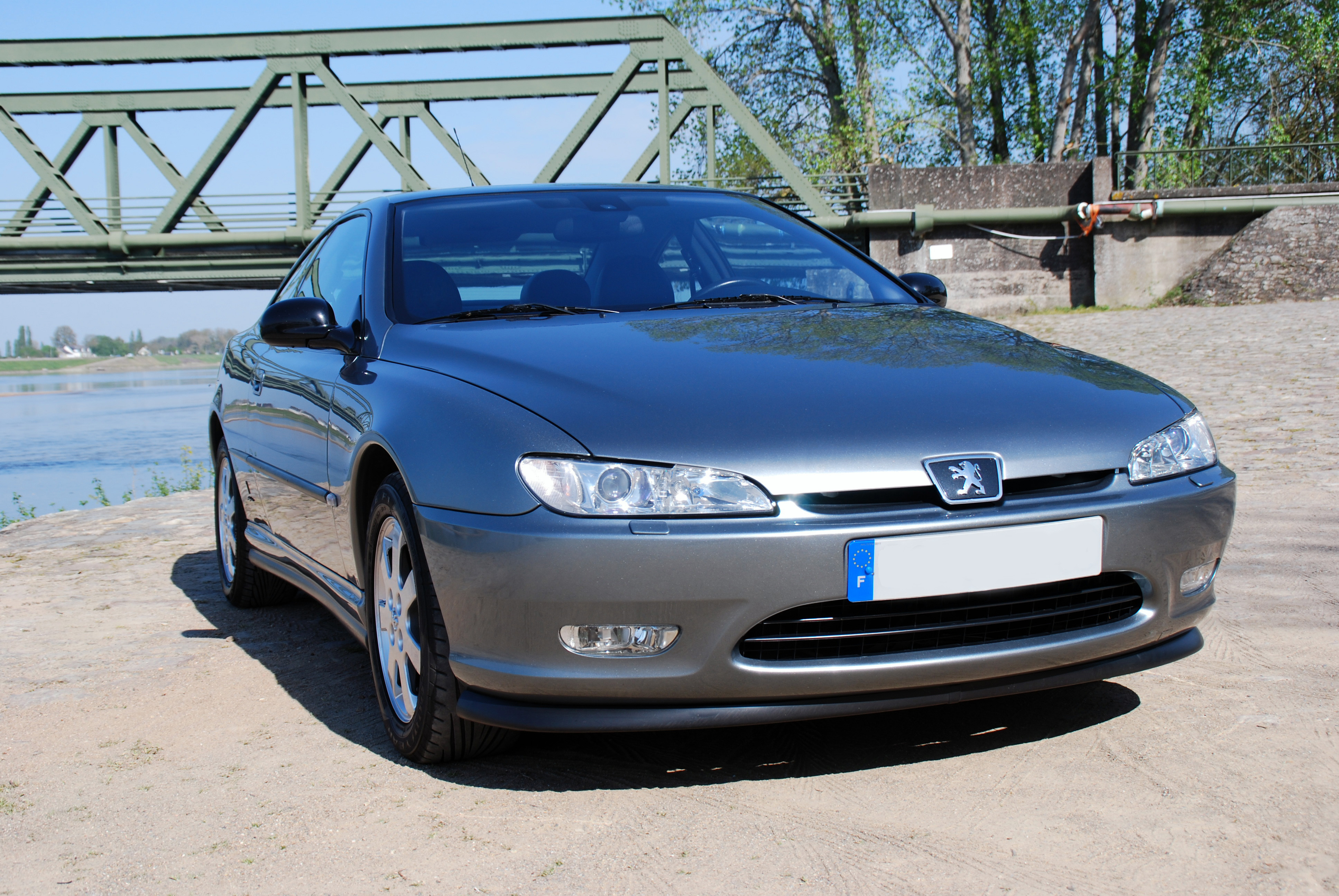
Peugeot 406 Coupé (2001–2003)
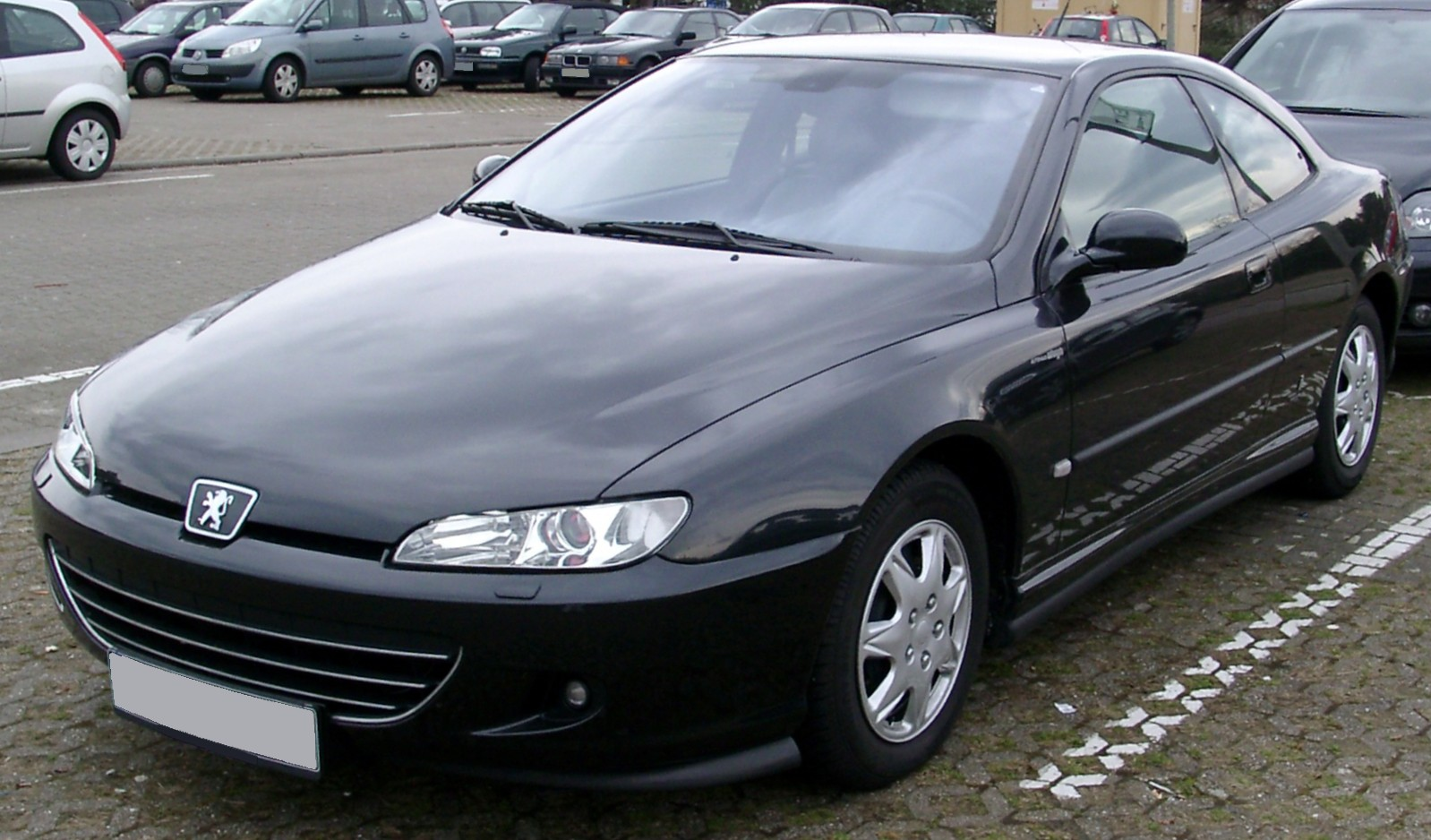
Peugeot 406 Coupé (2003–2005)

## Двигуни
Peugeot 406 оснащували широкою гамою двигунів. Серед бензинових найменш потужним є 1,6-літровий агрегат, який встановлювався ще на Peugeot 405. Його 88 к. с. було недостатньо для автомобіля, і тому в 1999 році його зняли з виробництва, так що у рестайлінгових моделей найслабшим серед бензинових моторів є 1,8-літровий двигун потужністю 116 к. с.
Найчастіше зустрічаються автомобілі з 1,8 — і 2,0-літровими двигунами. Останній має тільки 16 клапанів; 1,8-літровий випускався як в 8-, так і в 16-клапанному варіанті потужністю 90 і 110 к. с., відповідно (після 1999 року 1,8-літровий мотор став видавати 116 к. с.). Одне з технічних відмінностей між 8 — і 16-клапанним 1,8-літровими двигунами полягає у відсутності в першому гідрокомпенсаторів, через що зазор потрібно регулювати шайбами.
2,0-літровий мотор видає 132 к. с. (після 1999 року його змінив інший мотор того ж об'єму потужністю 136 к. с.). В 1996 році з'явився 2,0-літровий двигун з турбонаддувом потужністю 147 к. с., який розганяв Peugeot 406 до 210 км/год.
Найпотужнішим став 2,9-літровий двигун V6. До 2000 року його потужність становила 190 к. с., а потім зросла до 207 к. с. В останньому випадку Peugeot 406 з механічною коробкою здатний досягти 240 км/год, а розгін від 0 до 100 км/год займав 8,1 с.
Серед дизельних двигунів найчастіше зустрічалися Peugeot 406 з 1,9 — і 2,1-літровими турбодизелями серії XUD потужністю 90 к. с. і 110 к. с., відповідно. Пізніше їм на зміну прийшли дизелі серії DW (або HDi). Такі мотори мають об'єм 2,0 і 2,2 л. Перший (в залежності від настройки) видавав 90 або 110 к. с., другий — 133 к. с.

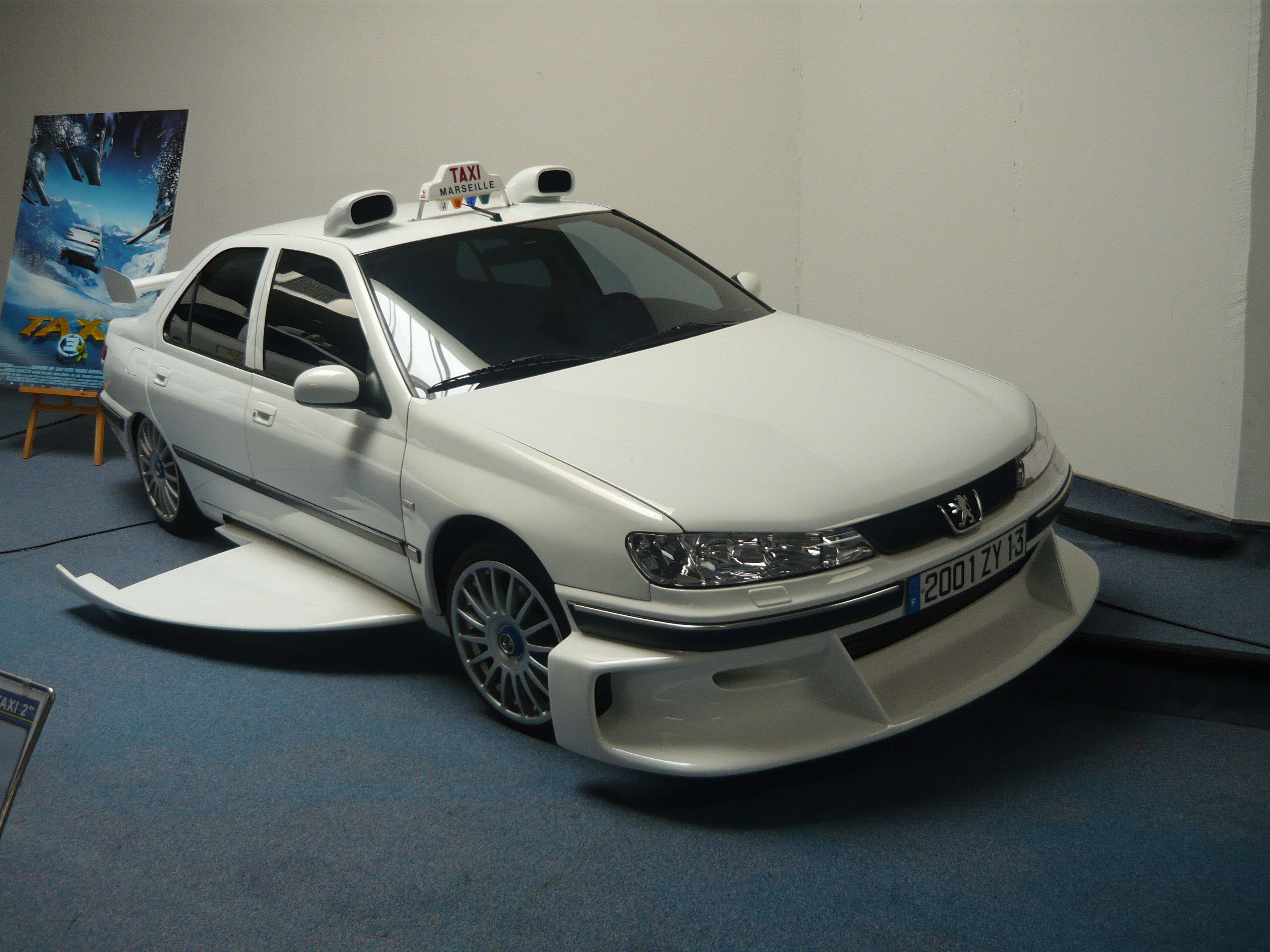
Peugeot 406 з фільму «Таксі 3»

| Модель       | Двигун (тип)        | Об'єм     | Циліндри/ Клапани | Потужність                            | Крутний момент        | Роки випуску | Варіанти                |
| Бензинові    | Бензинові           | Бензинові | Бензинові         | Бензинові                             | Бензинові             | Бензинові    | Бензинові               |
| ------------ | ------------------- | --------- | ----------------- | ------------------------------------- | --------------------- | ------------ | ----------------------- |
| 1.6 8V       | TU5JP (NFZ)         | 1580 см³  | 4/8               | 65 кВт (88 к.с.) при 6000 об/хв       | 130 Нм при 2600 об/хв | 1995−1997    | седан                   |
| 1.8 8V       | XU7JB (LFX)         | 1761 см³  | 4/8               | 66 кВт (90 к.с.) при 5000 об/хв       | 147 Нм при 2600 об/хв | 1997−2004    | седан, універсал        |
| 1.8 16V      | XU7JP4 (LFY)        | 1761 см³  | 4/16              | 81 кВт (110 к.с.) при 5500 об/хв      | 155 Нм при 4250 об/хв | 1995−2000    | седан, універсал        |
| 1.8 16V      | EW7J4 (6FZ)         | 1749 см³  | 4/16              | 85 кВт (116 к.с.) при 5500 об/хв      | 160 Нм при 4000 об/хв | 2000−2004    | седан, універсал        |
| 2.0 16V      | XU10J4R (RFV)       | 1998 см³  | 4/16              | 97 kW (132 к.с.) при 5500 об/хв       | 180 Нм при 4200 об/хв | 1996−1999    | седан, універсал, Coupé |
| 2.0 16V      | EW10J4 (RFR)        | 1997 см³  | 4/16              | 99 кВт (135 к.с.) при 6000 об/хв      | 190 Нм при 4100 об/хв | 1999−2000    | седан, універсал, Coupé |
| 2.0 16V      | EW10J4 (RFN)        | 1997 см³  | 4/16              | 100 кВт (136 к.с.) при 6000 об/хв     | 190 Нм при 4100 об/хв | 2000−2004    | седан, універсал, Coupé |
| 2.0 16V HPi  | EW10D (RLZ)         | 1997 см³  | 4/16              | 103 кВт (140 к.с.) при 6000 об/хв     | 192 Нм при 4000 об/хв | 2001−2003    | седан, універсал        |
| 2.0 8V Turbo | XU10J2TE (RGX)      | 1998 см³  | 4/8               | 108 кВт (147 к.с.) при 5300 об/хв     | 235 Нм при 2500 об/хв | 1996−1998    | седан, універсал        |
| 2.2 16V      | EW12J4 (3FZ)        | 2230 см³  | 4/16              | 116 кВт (158 к.с.) при 5650 об/хв     | 217 Нм при 3900 об/хв | 2000−2005    | седан, універсал, Coupé |
| 3.0 V6       | ES9J4 (XFZ)         | 2946 см³  | 6/24              | 140 кВт (190 к.с.) при 5500 об/хв     | 267 Нм при 4000 об/хв | 1997−1999    | седан, універсал, Coupé |
| 3.0 V6       | ES9J4S (XFX)        | 2946 см³  | 6/24              | 152 кВт (207 к.с.) при 6000 об/хв     | 285 Нм при 3750 об/хв | 2000−2004    | седан, універсал, Coupé |
| Дизельні     |                     |           |                   |                                       |                       |              |                         |
| 1.9 SD       | DHW                 | 1905 см³  | 4/8               | 55 кВт (75 к.с.) при 4600 об/хв       | 135 Нм при 2250 об/хв | 1996–1999    | седан                   |
| 1.9 TD       | XUD9TE (DHY)        | 1905 см³  | 4/8               | 66/68 кВт (90/92 к.с.) при 4000 об/хв | 196 Нм при 2250 об/хв | 1996−2004    | седан, універсал        |
| 2.0 HDi      | DW10TD (RHY)        | 1997 см³  | 4/8               | 66 кВт (90 к.с.) при 4000 об/хв       | 205 Нм при 1900 об/хв | 1999−2004    | седан, універсал        |
| 2.0 HDi      | DW10ATED4 (RHS)     | 1997 см³  | 4/8               | 79 кВт (107 к.с.) при 4000 об/хв      | 250 Нм при 1900 об/хв | 2001−2004    | седан, універсал        |
| 2.0 HDi      | DW10TED4 (RHZ)      | 1997 см³  | 4/8               | 80 kW (109 к.с.) при 4000 об/хв       | 250 Нм при 1900 об/хв | 1998−2002    | седан, універсал        |
| 2.1 TD       | XUD11BTE (P8C)      | 2088 см³  | 4/12              | 80 кВт (109 к.с.) при 4300 об/хв      | 250 Нм при 2000 об/хв | 1995−1998    | седан, універсал        |
| 2.2 HDi      | DW12ATED4 (4HX/4HZ) | 2179 см³  | 4/16              | 98 кВт (133 к.с.) при 4000 об/хв      | 314 Нм при 2000 об/хв | 2001−2005    | седан, універсал, Coupé |

## Peugeot 406 в кіно
Ця модель була використана в фільмах Люка Бессона «Таксі», «Таксі 2» та «Таксі 3» та фільмі «Ронін».